# Hot Shot: Ultramix
Hot Shot: Ultramix è un album di remix del cantante giamaicano Shaggy, è pubblicato nel 2002.

## Tracce
1. "It Wasn't Me" [Punch Mix]
2. "Special Request" [Rough Cut Demo]
3. "Freaky Girl" [Strip Mix]
4. "Too Hot To Handle"
5. "Why You Mad At Me?"
6. "Keep'n It Real" [Swingers Mix]
7. "Leave It To Me" [Early Mix]
8. "Chica Bonita" [Players Mix]
9. "It Wasn't Me" [The Cartel Mix]
10. "Dance and Shout" [Dance Hall Mix]
11. "Hope" [Dukes Mix]
12. "Angel" [Live]